# Brigate Giustizia e Libertà
Le Brigate Giustizia e Libertà furono delle formazioni partigiane costituite nell'ambito della Resistenza italiana, legate prevalentemente al Partito d'Azione ma aperte anche a combattenti degli altri partiti del Comitato di Liberazione Nazionale (CLN) o indipendenti, professanti un comune ideale laico e democratico. In azione, i componenti delle brigate indossavano al collo un fazzoletto verde di riconoscimento. Coordinate da un comando assunto da Ferruccio Parri, furono le formazioni partigiane più numerose dopo le Brigate Garibaldi, a guida comunista.
Al Congresso del Partito d'Azione del febbraio 1946 a Roma, Parri citò in 24.000 gli effettivi regolari delle brigate di montagna e in 11.000 quelli delle bande cittadine. In cifre relative, le Brigate GL contavano, grosso modo, il 20% della cifra assoluta degli uomini mobilitati nella Resistenza, contro il 50% attribuibile alle formazioni a guida comunista. Le Brigate subirono complessivamente 4.500 vittime.

## Filiazione storica e politica
Le Brigate Giustizia e Libertà presero il nome dall'omonimo movimento politico antifascista e repubblicano, d'ispirazione liberal-socialista, fondato a Parigi ai primi di agosto del 1929, dagli esuli Carlo Rosselli, Francesco Fausto Nitti, Emilio Lussu, Alberto Tarchiani, Alberto Cianca, Raffaele Rossetti, Gioacchino Dolci ed altri.
Tra il 1930 e il 1931, Rosselli stipulò un accordo con il Partito Socialista Italiano e poi con la Concentrazione Antifascista, nel quale si riconobbe GL come il movimento unitario dell'azione rivoluzionaria in Italia. Ciò favorì la formazione di numerosi nuclei antifascisti legati a GL, a Milano, dove vivevano Ferruccio Parri, Riccardo Bauer, Vincenzo Calace e Umberto Ceva; a Bergamo, ma in collegamento con il gruppo milanese, con Ernesto Rossi; a Firenze, con Nello Traquandi; a Roma, con Francesco Fancello e Vincenzo Torraca; in Sardegna, con Dino Giacobbe, Cesare Pintus e Michele Saba.
Nell'agosto del 1936, Carlo Rosselli e Giustizia e Libertà sono i primi ad intervenire nella guerra civile spagnola in soccorso della Seconda repubblica contro i nazionalisti guidati dal generale Francisco Franco, costituendo, insieme ad esuli anarchici, la formazione di volontari Centuria Giustizia e Libertà, meglio conosciuta come Colonna Italiana o Colonna Rosselli. Tuttavia, il 6 dicembre 1936, Carlo Rosselli rassegnò le dimissioni dal comando della formazione e ciò condusse all'uscita della componente minoritaria di Giustizia e Libertà e alla nascita del Battaglione Matteotti. Successivamente il Battaglione Matteotti confluì nella più ampia Brigata Garibaldi. Il 9 giugno 1937 a Bagnoles-de-l'Orne, poco dopo il suo rientro in Francia, Carlo Rosselli fu ucciso insieme al fratello Nello, da sicari di una formazione della destra francese filofascista.
Nell'aprile del 1944, Duccio Galimberti, in un documento intestato Formazioni Giustizia e Libertà, affermava che le stesse rivendicano la loro derivazione da quella colonna di Giustizia e Libertà che, fin dall'agosto 1936, prima fra tutte le formazioni internazionali, accorse in aiuto della Spagna repubblicana, sotto il comando di Carlo Rosselli.

## Brigate GL e Partito d'Azione

Ferruccio Parri

Il 4 giugno 1942 i gruppi di Giustizia e Libertà presenti in Italia costituirono clandestinamente il Partito d'Azione, nella casa romana di Federico Comandini; oltre alla componente giellista, aderirono al nuovo partito, d'ispirazione mazziniana, numerosi repubblicani e liberal-democratici (in gran parte una volta rientrati dall'esilio o dal confino) quali Guido Calogero, Ugo La Malfa, Ferruccio Parri, Riccardo Bauer, Emilio Lussu, Adolfo Omodeo, Vittorio Foa, Leo Valiani, Alberto Tarchiani, Oronzo Reale, Riccardo Lombardi, Francesco De Martino ed altri.
Il 5 settembre 1943, ancor prima della comunicazione dell'avvenuta firma dell'Armistizio di Cassibile, al convegno di Firenze del PdA, Ferruccio Parri sostenne la necessità di organizzare una lotta popolare armata contro le divisioni tedesche che stavano calando sempre più agguerrite attraverso il confine del Brennero e fu nominato dai convenuti responsabile militare per il Nord-Italia, mentre Riccardo Bauer lo fu per il Centro-Sud.
Nel pomeriggio del 9 settembre, nella Roma abbandonata al proprio destino dal re, dal Capo del governo e dai vertici militari, il Partito d'Azione, insieme al PCI, al PSIUP, alla Democrazia Cristiana, al PLI e alla Democrazia del Lavoro, costituì il CLN - Comitato di Liberazione Nazionale. Contemporaneamente, Parri fu investito dell'incarico di assumere il comando delle forze ribelli del Nord.
Nel frattempo, l'azionista Vincenzo Baldazzi riuscì ad impossessarsi di un autotreno carico d'armi e provvide a distribuirle nelle zone di San Giovanni, Testaccio e Trastevere. Al quartiere Trionfale fu fermato dalla polizia; il tempestivo intervento, in senso conciliatore, del generale Sabato Martelli e di Emilio Lussu scongiurò una possibile tragedia. Il giorno dopo, con tutta la sua formazione di volontari, Baldazzi si appostò sin dall'alba nei pressi della piramide Cestia, sul lato destro di porta San Paolo, fra piazza Vittorio Bottego e il mattatoio. Qui, all'altezza di via delle Conce, la formazione, con armi anticarro, distrusse due carri armati tedeschi in quella che fu il tentativo di difesa della capitale. Nel frattempo, a Trastevere, l'avvocato Ugo Baglivo, del PdA, armato solo di una bandiera tricolore, organizzava altre formazioni volontarie per affiancare i militari.
Intorno alle 12.30 circa, sulla linea del fuoco di porta San Paolo, accorse in abito civile e sommariamente armato l'azionista Raffaele Persichetti, insegnante, invalido di guerra, ufficiale dei granatieri in congedo, schierandosi contro le superiori forze tedesche, al comando di un drappello rimasto senza guida. Verso le 14,00, armato di moschetto e con le cartucce sull'abito civile, con la giacca già macchiata di sangue, fu costretto a indietreggiare all'inizio di viale Giotto, dove cadde nel primo pomeriggio.

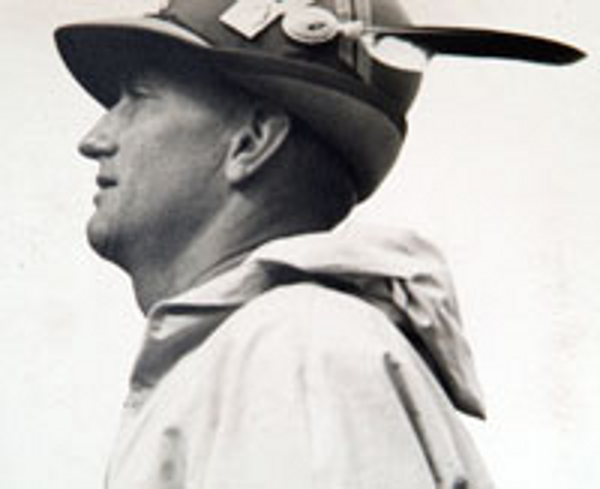
Leopoldo Gasparotto, comandante delle Brigate GL della Lombardia

In Piemonte cominciarono a costituirsi le prime formazioni GL nelle Alpi Marittime: in Valle Gesso si costituì Italia Libera per iniziativa di Duccio Galimberti, Dante Livio Bianco e Benedetto Dalmastro.
Altre formazioni GL si organizzarono a Frise (con Luigi Ventre, Renzo Minetto, Aurelio Verra e Giorgio Bocca, tutti ufficiali degli Alpini); a Centallo (autonomi e giellisti organizzati da altri ufficiali degli alpini tra cui Nuto Revelli); in Val Pellice; infine in Abruzzo dove al bosco Martese confluirono militari sbandati e volontari comunisti e GL.
Il 29 ottobre 1943, Emilio Lussu scriveva al centro meridionale del Partito d'Azione che mai il partito avrebbe collaborato con Badoglio e con la monarchia, di non preoccuparsi che GL scompaia, perché GL e PdA sono la stessa cosa e sarebbe fuori luogo ora far questione di denominazione. Nel novembre del 1943 crebbero le formazioni GL di Livio Bianco, Duccio Galimberti e Detto Dalmastro.
Ai primi di novembre del 1943, gli azionisti Parri, Valiani, Egidio Reale, Alberto Damiani, Gigino Battisti e Adolfo Tino si incontrarono in Svizzera con i rappresentanti alleati Allen Dulles e John McCaffery per stringere accordi sullo sviluppo del movimento avviato in Italia. In tale sede, Parri si fece portavoce dell'idea mazziniana della guerra per bande sostenute dal popolo..
Il Comitato di Liberazione Nazionale Alta Italia (CLNAI) fu costituito nel dicembre del 1943, confermando a Ferruccio Parri l'incarico della responsabilità militare; contemporaneamente, il PdA lo confermò nel comando delle formazioni GL.

## Modello organizzativo

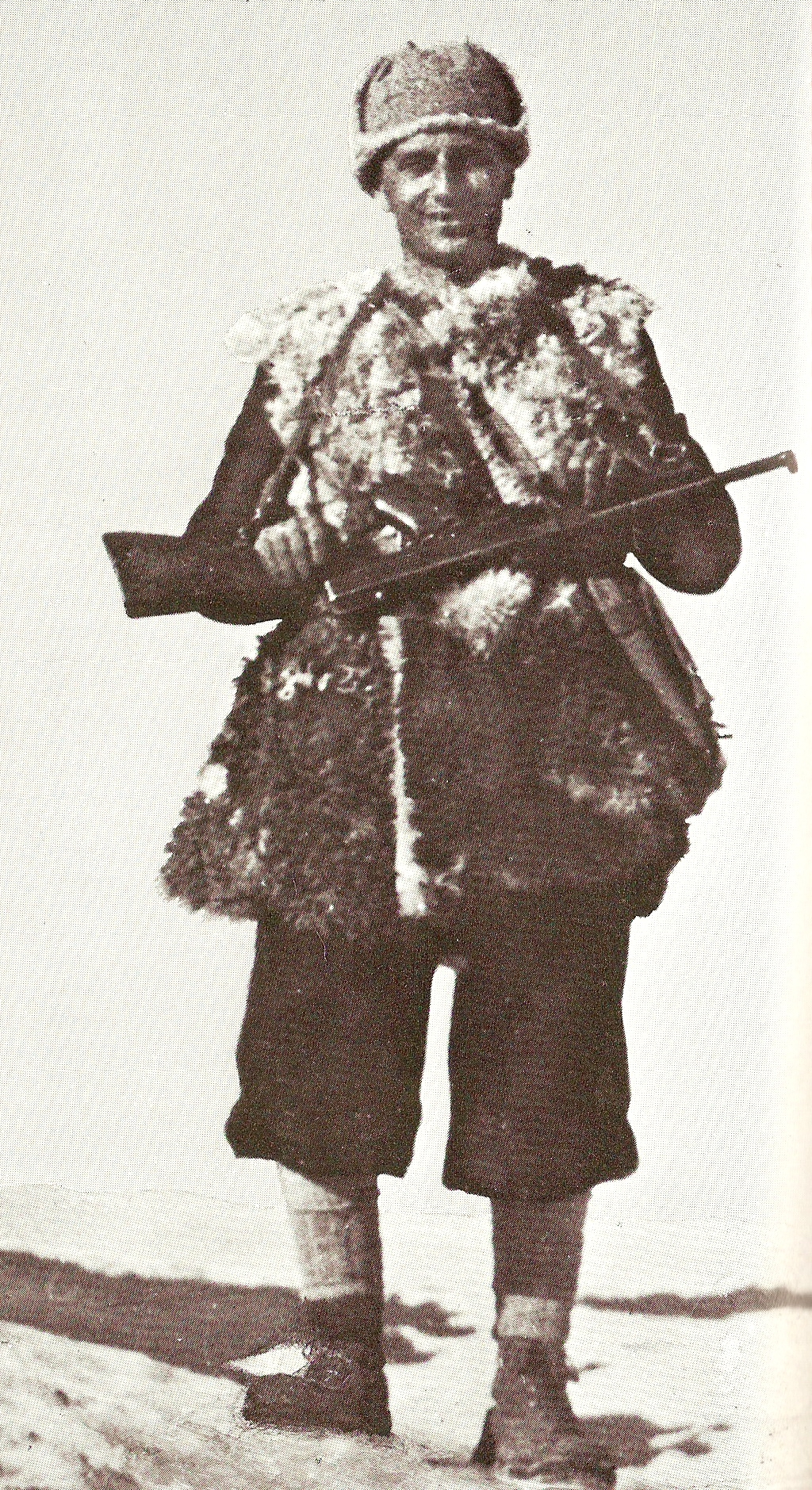
Dante Livio Bianco durante il periodo della Resistenza

Riallacciandosi alla tradizione volontaristica mazziniana, Ferruccio Parri propugnò sin dall'inizio l'idea di un esercito di popolo, come modello organizzativo delle Brigate GL: si trattava – secondo il comandante piemontese–di ricostituire l'esercito disciolto l'8 settembre, trasformandolo con l'innesto di volontari civili e su base democratica; un esercito inteso come apparato militare di un governo nazionale e sovrano e non come strumento di guerriglia clandestina. Per tale motivo, inizialmente, Parri evitò ogni separazione tra l'organico del Partito d'Azione e quello dell'organismo unitario (il CLNAI) di cui era responsabile, ritenendosi il capo militare di tutto il movimento partigiano e non solo delle formazioni del suo partito.
Tale concezione fu ben presto superata dall'esigenza del Partito d'Azione di costituire un raggruppamento nazionale, dotato di un centro dirigente rappresentativo del partito stesso, articolato per comandi regionali o territoriali.
Un modello organizzativo in tal senso fu deciso il 31 ottobre 1943 a Torre Pellice, in una riunione tra Parri e Valiani; la decisione fu ratificata e resa operativa il 14 febbraio 1944 dal comitato esecutivo per l'Alta Italia del Partito d'Azione.
Tale modello organizzativo, tuttavia, durò solo pochi mesi.
Con l'appressarsi dell'estate 1944, le Brigate GL furono protagoniste di un progressivo stemperamento della politicizzazione in senso partitico della loro azione, per trasformarsi nuovamente in centri di raccolta di combattenti di diversa estrazione, accomunati da un unico ideale democratico. La trasformazione della guerra partigiana in guerra per bande, nelle campagne e nelle fabbriche e la speranza nell'insurrezione generale o quanto meno il concorrere nella realizzazione di tale grande obiettivo, impose un ritorno alla concezione mazziniana della guerra di popolo, sia pure sotto forma più matura. Agli arruolati non si chiese più l'adesione al partito, ma l'impegno a sostenere i grandi ideali della giustizia sociale, delle libertà democratiche, della solidarietà europea. Ne scaturì un modello dove il ruolo del partigiano combattente era quello di praticare direttamente gli ideali democratici e di libertà, oltre quello di rispettare la disciplina militare. La guerra di liberazione, quindi, risultò per gli appartenenti alle Brigate GL, una scuola e una palestra di virtù, e pose le basi per la costruzione della Italia democratica del secondo dopoguerra.

## Operazioni principali

Ettore Serafino, comandante della Divisione Val Chisone (a destra nella foto) alla liberazione di Pinerolo, con l'avv. Risso

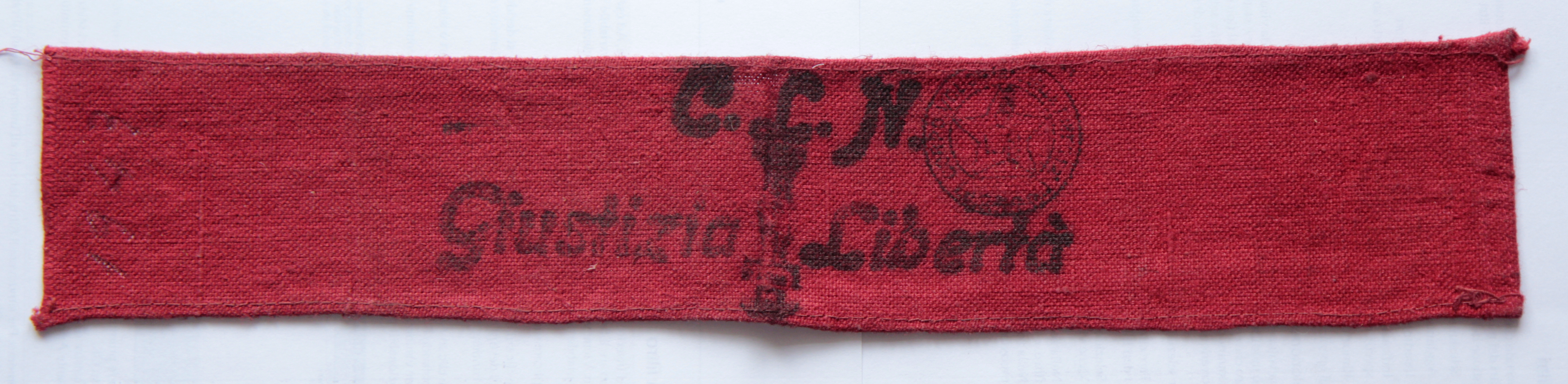
fascia delle Brigate Giustizia e Libertà

Tra il dicembre del 1943 e il gennaio del 1944, dopo i successi nella Val Gesso e nella Val Maira, i tedeschi trovarono grosse difficoltà in Val Grana, dove i partigiani della brigata GL Italia libera di Duccio Galimberti e Dante Livio Bianco si batterono con notevole abilità e mantennero la coesione sfuggendo alla distruzione; dopo una serie di scontri i partigiani ripiegarono a Paralup, presso Rittana, e si riorganizzarono.
A Roma, le squadre cittadine GL subirono subito arresti e perdite notevoli. Il 5 febbraio, per le percosse subite, morì in carcere Leone Ginzburg, redattore del foglio clandestino L'Italia Libera. Il 24 marzo, alle Fosse Ardeatine, ben 57 furono i caduti appartenenti al Partito d'Azione, tra i quali Pilo Albertelli, Ugo Baglivo e Domenico Ricci.
Nella primavera del 1944 le Brigate GL si batterono con successo, evitando scontri frontali ed adottando tattiche di guerriglia: in Val Maira i giellisti di Dalmastro e Bocca ressero bene i rastrellamenti e mantennero le loro forze, mentre nella Valle Stura i reparti di Ettore Rosa, Dante Livio Bianco e Nuto Revelli furono duramente impegnati ma scamparono alla distruzione e continuarono a rimanere attivi ed efficienti. Uguali successi furono ottenuti contro i rastrellamenti nazifascisti nella Val Pellice, sfruttando una grande mobilità.
In Piemonte, dopo aver resistito alle operazioni di repressione nazifasciste di primavera, i reparti, rafforzati dall'afflusso di nuovi elementi (i cosiddetti "partigiani estivi" o anche "partigiani sfollati") e galvanizzati dalle vittorie alleate su tutti i fronti, salirono ad oltre 15.000 combattenti; le formazioni di Dante Livio Bianco liberarono la Val Pellice.
Nel maggio del 1944 le Brigate GL delle Alpi cuneesi condussero anche un'intensa attività diplomatica con la Resistenza Francese, culminante con gli incontri di Saretto, conclusi tra delegati del CLN del Piemonte e della pari istituzione francese, che portarono alla firma di accordi sul piano politico e militare.
Nel centro Italia GL era organizzata nelle Brigate Rosselli (1200 uomini) ma in Toscana, dopo una serie di contrasti con i garibaldini ed alcune riuscite operazioni di repressione nazifasciste, tutte le forze della resistenza si accordarono e costituirono un comando unificato partigiano, per passare all'attacco delle forze nemiche, in contemporanea con l'avanzata alleata a nord di Roma.
La battaglia per Firenze ebbe inizio il 28 luglio 1944, con i primi scontri a sud della città tra i partigiani e le retroguardie dei paracadutisti tedeschi. Il comando germanico, su istruzioni di Kesselring e dello stesso Hitler, organizzò metodicamente la ritirata. Al guado dell'Arno una Brigata GL venne annientata; i ponti sul fiume vennero fatti tutti saltare tranne Ponte Vecchio e le forze partigiane rimasero divise in due parti, prima di completare la liberazione della città.
Ad agosto, mentre erano in corso i combattimenti lungo l'Appennino, si combatté una dura battaglia nella Val Chisone e sulle montagne del Colle del Sestriere, tra i reparti del sergente degli alpini Maggiorino Marcellin Bluter e numerose formazioni tedesche e fasciste (una divisione granatieri tedesca, un battaglione della divisione paracadutisti "Nembo" che dopo l'8 settembre era passato con la RSI, SS italiane, bersaglieri e un battaglione OP); si trattò delle più lunga e combattuta battaglia della Resistenza Italiana. Dopo una fase di preparazione, i tedeschi iniziarono l'offensiva lungo la Val di Susa, i partigiani di Marcellin avevano un armamento pesante con mortai da 81 e dieci cannoni da montagna e si batterono con tutti i mezzi. I tedeschi impiegarono carri armati e Stukas, mentre i partigiani ebbero l'appoggio anche di aerei britannici, decollati dalla Corsica.
Nonostante i contrattacchi di sostegno a fondovalle, i nazifascisti proseguirono nei rastrellamenti e nelle esecuzioni sommarie dei combattenti catturati. Il 6 agosto Marcellin decise di sganciare i suoi uomini a piccoli gruppi; in Val Troncea i partigiani furono accerchiati ma rifiutarono la resa e, dopo grandi difficoltà, trovarono scampo in Francia alla fine di agosto; poche settimane dopo, fecero nuovamente ritorno in Val Chisone, per riorganizzare la resistenza.

Il comandante GL Nuto Revelli

Il 17 agosto iniziò una nuova battaglia nella Valle Stura tra le colonne tedesche della 90ª Panzergrenadier Division, in marcia verso il colle della Maddalena, e la 1ª Divisione alpina GL guidata da Dante Livio Bianco e da Nuto Revelli. I partigiani furono messi in grave difficoltà dall'arrivo a sorpresa dei granatieri tedeschi; gli sbarramenti vennero travolti, si verificò il caos tra la popolazione e solo il 19 agosto Revelli riuscì a riprendere il controllo della situazione ed a organizzare la difesa. Nei giorni seguenti, i partigiani misero a segno alcune riuscite imboscate e rallentarono la marcia dei tedeschi, prima di ripiegare in quota. Fino al 23 agosto, gli uomini di Revelli continuarono a infastidire ed a infliggere perdite al nemico, prima di sganciarsi e sconfinare in Francia per la Valle Tinea. In questa regione le Brigate GL combatterono ancora fino al 10 settembre (proprio in settembre perì Arrigo Guerci, medaglia d'oro al valor militare) e vennero quindi aggregate ai reparti francesi che le costrinsero a rimanere in zona per cinque mesi, prima di rientrare in Italia.
Un'ultima serie di combattimenti si ebbe tra il 22 agosto e il 1º settembre nella val Trebbia con la battaglia del Penice che porterà il 27 agosto alla caduta della Repubblica di Bobbio operante fra la VI Zona Libera e la XIII Piacenza e zona dell'Oltrepo ed alessandrino; questa volta i reparti della Repubblica di Salò svolsero la parte principale nell'azione con oltre 8.000 uomini delle Divisioni "Monterosa", "San Marco" e "Littorio" impegnati contro i 3.500 partigiani della divisione garibaldina Cichero di Aldo Gastaldi e della divisione GL Piacenza di Fausto Cossu, coordinate dal comandante "Miro" (nome di battaglia dello sloveno Anton Ukmar). In settembre le forze nazifasciste passarono all'offensiva, supportate da artiglieria ed armi pesanti e distrussero la brigata GL "Italia libera".
Anche i quadri dirigenti del movimento furono duramente colpiti dalla repressione nazifascista, che riuscì a smantellare numerose strutture di comando nelle città. A Cuneo venne arrestato e ucciso Duccio Galimberti; il suo posto di responsabile di tutte le Brigate GL piemontesi venne assunto da Dante Livio Bianco. A Milano venne catturata una parte dei componenti del comando generale del CVL, tra cui lo stesso Ferruccio Parri.
La profonda crisi della Resistenza richiese nuove decisioni operative da parte delle strutture di comando centrali; venne quindi presa la decisione di attuare la cosiddetta "pianurizzazione", a causa delle difficoltà di rifornimento in montagna, della pressione nemica ed anche dell'ostilità di una parte delle popolazioni locali, esasperate e terrorizzate da rappresaglie e repressioni nazifasciste. Si previde quindi che le formazioni partigiane ancora attive scendessero in pianura lasciando in alta montagna solo piccoli nuclei rifugiati nei territori più impervi. La "pianurizzazione" divenne, a seconda dei casi, una ritirata, con la dispersione in gruppi piccoli, poco efficienti e prevalentemente passivi, nascosti spesso nelle cosiddette "buche", o una espansione aggressiva. Le Brigate GL della Val Grana rifluirono nelle Langhe.

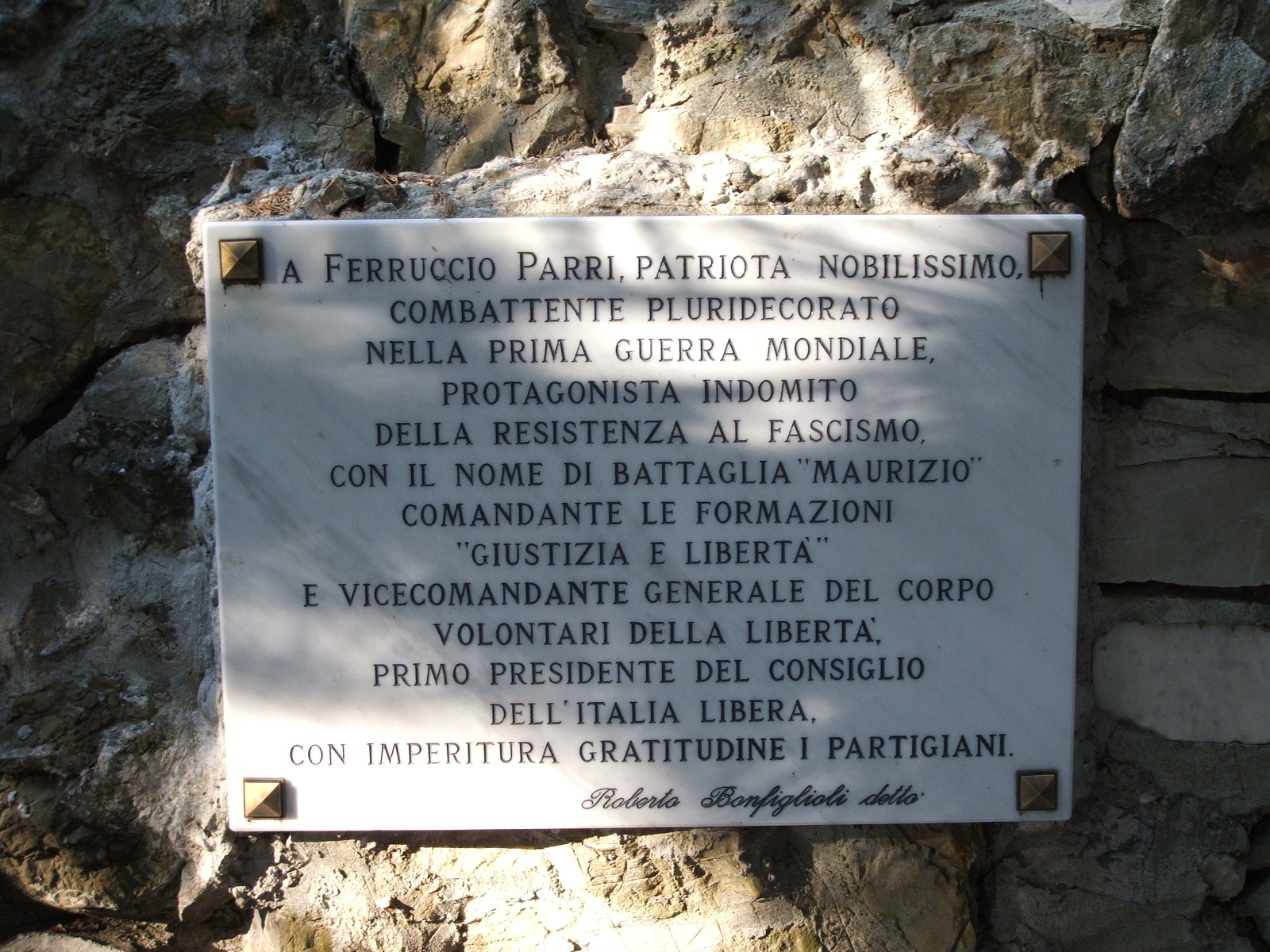
Lapide commemorativa in memoria di Ferruccio Parri

Nei primi mesi del 1945 le forze nazifasciste sferrarono nuove operazioni di rastrellamento, principalmente con piccoli reparti leggeri; tali "escursioni antipartigiane", tuttavia, non ottennero risultati di rilievo ed incontrarono la crescente opposizione delle forze partigiane, in fase di crescita e rafforzamento. In Valle Maira le Brigate GL della 2ª Divisione alpina sorpresero alcuni reparti della divisione repubblichina "Monterosa" e, mentre fronteggiavano con successo le ultime offensive repressive nazifasciste, nel basso Monferrato lungo le strade per Asti e Milano, il GMO ("Gruppo Mobile Operativo") GL prese parte alla cosiddetta "guerra di corsa" in pianura.
Nelle settimane prima dell'offensiva finale alleata, le Brigate GL sferrarono una serie di costosi attacchi: a Busca con un fortunato colpo di mano, Bocca e Macciaraudi sorpresero i reparti della "Littorio". In Piemonte le formazioni partigiane scesero dalle montagne e puntarono su tutte le città principali, rischiando lo scontro frontale con le divisioni tedesche in ritirata: le unità GL più forti si diressero su Cuneo. Il 25 aprile iniziarono gli scontri; dopo aver costretto alla resa le unità dell'esercito di Salò (divisioni "Monterosa" e "Littorio"), le Brigate GL di Ettore Rosa, "Detto" Dalmastro, "Gigi" Ventre, Nuto Revelli e Giorgio Bocca, affrontarono duri combattimenti con i tedeschi, decisi a mantenere il controllo delle comunicazioni. Il 29 aprile, dopo alcune trattative, finalmente le Brigate GL, a cui si erano uniti i garibaldini dei comandanti Comollo e Bazzanini e gli autonomi di Pietro Cosa, liberarono la città di Cuneo.

## Elenco Brigate Giustizia e Libertà
Situazione al 25 aprile 1945:
| n° | Area operativa | Formazione                                                                                   | Comandante |
| -- | -------------- | -------------------------------------------------------------------------------------------- | --- |
| 1  | Cuneese        | 1ª divisione alpina GL                                                                       | Duccio Galimberti; Dante Livio Bianco; Leo Scamuzzi (fino al febbraio 1944); Ezio Aceto (fino all'aprile 1945); Aldo Quaranta (aprile-maggio 1945) |
| 2  | Cuneese        | 2ª divisione alpina GL                                                                       | Detto Dalmastro (fino all'aprile 1945); Luigi Ventre (aprile-maggio 1945)                                                                          |
| 3  | Langhe         | 3ª divisione Langhe                                                                          | Alberto Bianco |
| 4  | Valli di Susa  | 4ª divisione alpina GL Stellina                                                              | Giulio Bolaffi |
| 5  | Val Pellice    | 5ª divisione alpina GL Sergio Toja                                                           | Riccardo Vanzetti (sett. 1944); Paoluccio Favout (dall'ottobre 1944)                                                                               |
| 6  | Canavesana     | 6ª divisione alpina GL                                                                       | Gino Viano |
| 7  | Biellese       | 7ª divisione alpina GL Pedro Ferreira                                                        | Pedro Ferreira (fino al settembre 1944); Felice Mautino (dal settembre 1944)                                                                       |
| 8  | Alessandrino   | 8ª divisione GL Paolo Braccini                                                               | Carlo Ronza (fino al nov. 1944); Ferdinando Cioffi (fino al gennaio 1945); E. Pasquarelli                                                          |
| 9  | Astigiano      | 9ª divisione GL                                                                              | Nino Montano; Domenico Tamietti |
| 10 | Langhe         | 10ª divisione Langhe                                                                         | Giorgio Bocca (fino al marzo 1945); Raimondo Paglieri; Lorenzo Minetto                                                                             |
| 11 | Cuneese        | 20ª Brigata Andrea Paglieri                                                                  | Faustino Dalmazzo (fino al febbraio 1945); Luigi Dugoni                                                                                            |
| 12 | Cuneese        | 21ª Brigata Pietro Bellino                                                                   | Luciano Carboni |
| 13 | Val Sangone    | Divisione Campana                                                                            | Guido Usseglio |
| 14 | Torino         | Divisione C                                                                                  | Pasquale Giannelli |
| 15 | Torino         | Gruppo Leone                                                                                 | Leo Debenedetti |
| 16 | Valle di Lanzo | Colonna Renzo Giua                                                                           | Bruno Tuscano (fino al gennaio 1945); Nino Osella                                                                                                  |
| 17 | Bergamo        | Divisione orobica GL                                                                         | Pietro Redaelli |
| 18 | Bergamo        | Divisione Bergamo GL                                                                         | Vittorio Guzzoni |
| 19 | Brescia        | Brigata Barnaba                                                                              | Cesare Pradella |
| 20 | Brescia        | Brigata Monte Suello                                                                         | Silvio Pelizzari |
| 21 | Como           | 16ª divisione GL                                                                             | Silvio Baridon |
| 22 | Valtellina     | 1ª divisione GL Valtellina                                                                   | Giuseppe Motta |
| 23 | Val d'Ossola   | 7ª brigata Paolo Stefanoni                                                                   | Renato Boeri |
| 24 | Varese         | Formazioni diverse                                                                           | Luciano Comolli |
| 26 | Milano         | Formazioni cittadine                                                                         | Bepi Signorelli |
| 27 | Milano         | Formazioni territoriali                                                                      | Franco Bigatti |
| 28 | Oltrepò Pavese | 2ª Divisione GL Massenzio Masia                                                              | Giovanni Antoninetti |
| 29 | Padova         | Brigata guastatori Silvio Trentin                                                            | Otello Pighin (fino al gennaio 1945); Corrado Lubian (fino al marzo 1945); Sergio Fracalanza                                                       |
| 30 | Treviso        | Brigata Piero Gobbato                                                                        | Mario Graspan |
| 31 | Venezia        | Brigata GL Venezia                                                                           | Armando Gavagnin |
| 32 | Rovigo         | 4ª Brigata GL                                                                                | Mario Ambrosio |
| 33 | Trieste        | Divisione Giustizia e Libertà                                                                | Ercole Miani |
| 34 | Udine          | Battaglione Rosselli                                                                         | Fermo Solari (fino all'ottobre 1944); Leopoldo Ramanzini                                                                                           |
| 35 | Udine          | 7ª brigata Osoppo Friuli                                                                     | Pietro Maset (fino alla primavera 1945); Francesco Serena                                                                                          |
| 36 | Trento         | Battaglione Giannantonio Manci                                                               | Bruno Palladino |
| 37 | Trento         | Battaglione M. Longon                                                                        | Ettore Piccinini |
| 38 | Genova         | Divisione GL Matteotti                                                                       | Antonio Zolesio |
| 39 | La Spezia      | Colonna Giustizia e Libertà Costituita dal Battaglione Zignago e dal Battaglione Val di Vara | Vero Del Carpio (fino al novembre 1944); Lorenzino Tornabuoni (fino al marzo 1945); Stefano Colombo                                                |
| 40 | Piacenza       | 1ª divisione Piacenza                                                                        | Fausto Cossu |
| 41 | Bologna        | 1ª brigata GL                                                                                | Pietro Pandiani |
| 42 | Modena         | 7ª brigata-divisione Modena                                                                  | Ettore Sighieri; Mario Levi |
| 43 | Parma          | 4ª brigata GL                                                                                | Giovanni Mezzadri |
| 44 | Parma          | Brigata Pablo                                                                                | Enrico Bernardi |
| 45 | Parma          | 1ª brigata GL                                                                                | Artemio Ughetti |
| 46 | Ravenna        | Squadre cittadine                                                                            | Mario Montanari (fino al giugno 1944; Aurelio Gulminelli                                                                                           |
| 47 | Firenze        | 1ª divisione Giustizia e Libertà                                                             | Athos Albertoni |
| 48 | Mugello        | 2ª brigata Rosselli                                                                          | Riccardo Gisdulich (fino al marzo 1944); Sirio Bisio (fino al luglio 1944); Vittorio Barbieri (lug.-ago. 1944); Ezio Castelli                      |
| 49 | Val di Lima    | 1ª brigata Rosselli                                                                          | Manrico Ducceschi |
| 50 | Siena          | Brigata Rosselli                                                                             | Enzo Galli |
| 51 | Arezzo         | Brigata Mameli                                                                               | Rodolfo Chiosi |
| 52 | Pistoia        | Comando XII zona                                                                             | Vincenzo Nardi |
| 53 | Lunigiana      | Brigata Lunense                                                                              | Alfredo Contri (fino al dicembre 1944); Paolo Pagani                                                                                               |
| 54 | Carrara        | SAP Giustizia e Libertà                                                                      | Francesco Cricca |
| 55 | Garfagnana     | 4º Battaglione Lupo                                                                          | Benedetto Filippetti |
| 56 | Roma           | Squadre cittadine                                                                            | Riccardo Bauer |
| 57 | Teramo         | Raggruppamento di Bosco Martese                                                              | Felice Mariano Franchi |

## Combattenti famosi
- Anna Maria Enriques Agnoletti
- Enzo Enriques Agnoletti
- Pilo Albertelli
- Emanuele Artom
- Giulio Augello
- Ugo Baglivo
- Vincenzo Baldazzi
- Enzo Biagi
- Enrico Bocci
- Luciano Bolis
- Riccardo Boschiero
- Paolo Braccini
- Carlo Campolmi
- Tristano Codignola
- Federico Comandini
- Enzo Capecchi
- Pietro Chiodi
- Luciano Della Mea
- Aldo Eluisi
- Oriana Fallaci
- Francesco Fancello
- Leopoldo Gasparotto
- Alessandro Galante Garrone
- Leone Ginzburg
- Vittorio Mario Giuliani
- Antonio Giuriolo
- Ada Gobetti
- Mario Jacchia
- Ugo La Malfa
- Primo Levi
- Maria Assunta Lorenzoni
- Emilio Lussu
- Bruno Pasino
- Carlo Ludovico Ragghianti
- Nuto Revelli
- Bruno Segre
- Giovanni Sissa
- Paolo Spriano
- Bruno Trentin
- Silvio Trentin
- Leo Valiani
- Bruno Vasari
- Adolfo Zamboni
- Luigi Meneghello